# تسولاک استپانیان
تسولاک آلکساندری استپانیان (ارمنی: Ցոլակ Ալեքսանդրի Ստեփանյան؛  زادهٔ ۱۹ دسامبر ۱۹۱۰ - درگذشته ۸ اکتبر ۲۰۰۲) فیلسوف اهل ارمنستان بود.

## زندگی‌نامه
وی در ۱ ژانویه [سبک قدیمی: ۱۹ دسامبر ۱۹۱۰] ۱۹۱۱ در ساتخا به دنیا آمد و دانشگاه دولتی علوم پرورشی مسکو فارغ‌التحصیل گشت. وی عضو آکادمی علوم اتحاد شوروی (۱۹۵۴) بود. همچنین برندهٔ جوایزی همچون نشان پرچم سرخ کار و نشان برجسته افتخار شده است. وی در در سن ۹۰ سالگی در مسکو درگذشت و در گورستان ترویکوروفسکوی به خاک سپرده شد.

## یادداشت
1. ↑  փիլիսոփայական գիտությունների դոկտոր
2. ↑  Ռուսաստանի գիտությունների ակադեմիայի փիլիսոփայության ինստիտուտ
3. ↑  Մոսկվայի պետական մանկավարժական համալսարան
4. ↑  ԽՍՀՄ գիտությունների ակադեմիա